# Крумменнаб
Крумменнаб (нем. Krummennaab) — община в Германии, в земле Бавария. 
Подчиняется административному округу Верхний Пфальц. Входит в состав района Тиршенройт. Подчиняется управлению Крумменнаб.  Население составляет 1544 человека (на 31 декабря 2010 года). Занимает площадь 17,72 км².
Коммуна подразделяется на 18 сельских округов.